# (421) Zähringia
(421) Zähringia – planetoida z grupy pasa głównego asteroid okrążająca Słońce w ciągu 4 lat i 20 dni w średniej odległości 2,54 j.a. Została odkryta 7 września 1896 roku w Landessternwarte Heidelberg-Königstuhl w Heidelbergu przez Maxa Wolfa. Nazwa planetoidy pochodzi od starego i wpływowego rodu niemieckiego Zähringen pochodzącego z Badenii. Przed jej nadaniem planetoida nosiła oznaczenie tymczasowe (421) 1896 CZ. 